# Too Hot to Sleep
Too Hot to Sleep – siódmy longplay zespołu Survivor, ostatni przed czteroletnim rozwiązaniem zespołu wydany w roku 1988. Album okazał się wielkim komercyjnym rozczarowaniem, czego skutkiem było rozwiązanie grupy.

## Spis utworów
1. "She's a Star"
2. "Desperate Dreams"
3. "Too Hot to Sleep" (Sullivan, Peterik, Jamison)
4. "Didn't Know It Was Love"
5. "Rhythm of the City" (Sullivan, Peterik, Jamison)
6. "Here Comes Desire"
7. "Across the Miles"
8. "Tell Me I'm the One"
9. "Can't Give It Up"
10. "Burning Bridges"

## Skład
- Jimi Jamison – wokal
- Frankie Sullivan – gitara
- Jim Peterik – gitara, keyboard
- Mickey Curry – perkusja
- Bill Syniar – gitara basowa